# Norodom Sihamoni
Norodom Sihamoni (Khmer: នរោត្តម សីហមុនី) (Phnom Penh, 14 mei 1953) is sinds 29 oktober 2004 koning van Cambodja.
Norodom Sihamoni werd geboren uit het huwelijk van koning Norodom Sihanouk en  Norodom Monineath Sihanouk. Zijn naam is samengesteld uit de namen van zijn ouders.
De jonge prins werd in 1962 op kostschool gedaan in Praag. Later studeerde hij daar muziek en dans, en vanaf 1975 cinematografie in Noord-Korea.
Intussen was in zijn vaderland de Rode Khmer aan de macht gekomen. Hij werd in 1977 teruggelokt naar huis, waar hij bij zijn familie werd opgesloten in het koninklijk paleis van Phnom Penh.
Na de bevrijding in 1979 vertrok de prins in 1981 naar Parijs om balletles te geven. Ook was hij in de Franse hoofdstad ambassadeur bij de UNESCO.
Op 14 oktober 2004 werd hij door de Kroonraad tot koning van Cambodja gekozen. In het door burgeroorlogen verscheurde en getraumatiseerde land is de ceremoniële functie van koning een belangrijke factor.